# Falkenbergs Motorbana

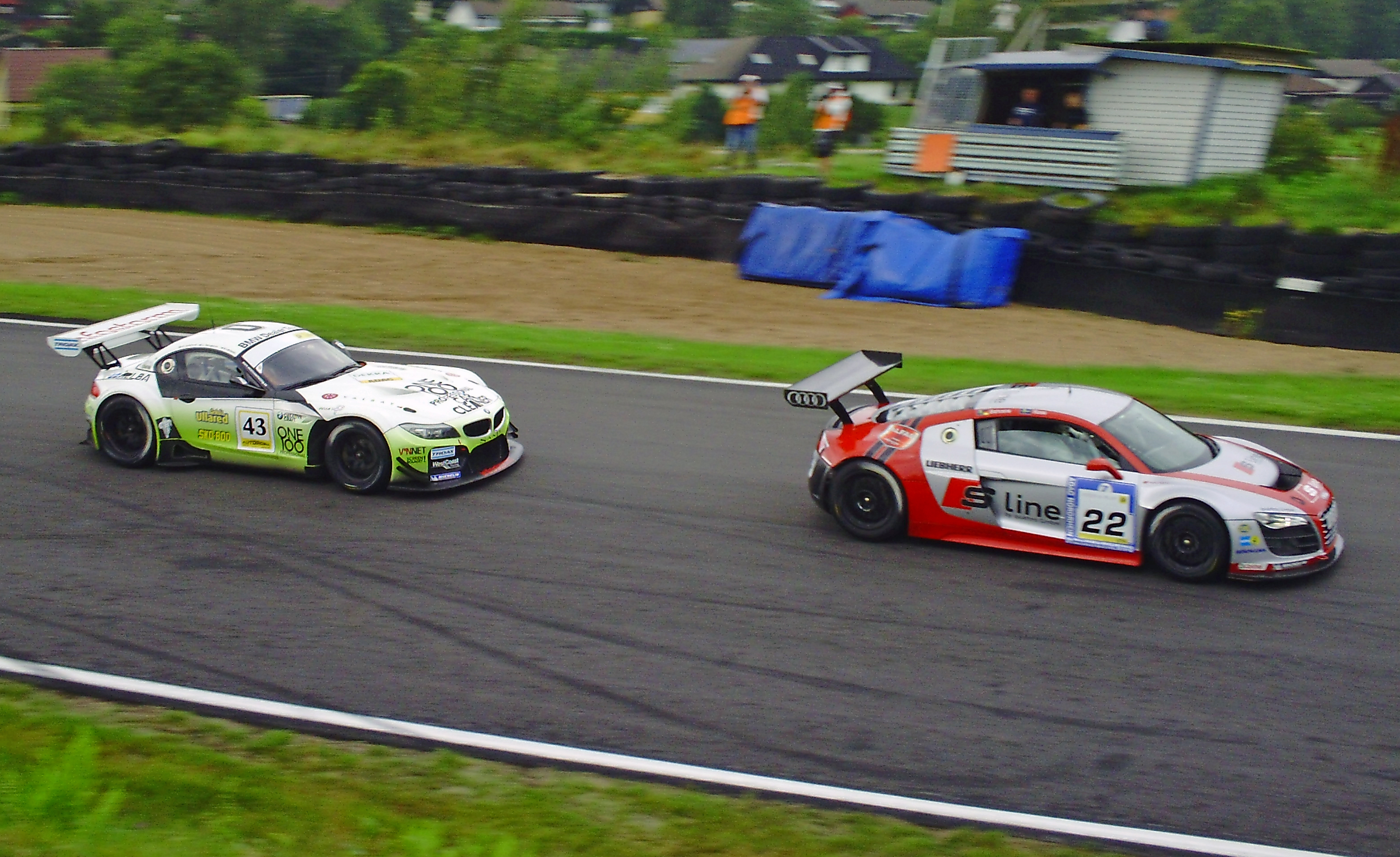
Två bilar vid Nyhemskurvan i Swedish GT Series 2011.

Falkenbergs Motorbana är en 1 843 meter lång racerbana belägen vid Bergagård, en småort i Ljungby församling omkring en mil öster om Falkenberg, längs länsväg 154. Banan byggdes och invigdes 1967, som ersättning för Skreabanan, och anordnar varje år det så kallade Västkustloppet. Det första racet kördes på banan den 5 augusti 1967, då Reine Wissell vann formel 3-loppet.
Banan användes mellan 1996 och 2011 till Swedish Touring Car Championship (sista året Scandinavian Touring Car Championship), men till säsongen 2012 lämnade STCC banan och det nystartade Elitserien i Racing tog över. Under 2011 hade evenemanget tävlat på banan under namnet Swedish Racing League. Sedan 2013 är STCC tillbaka.
År 2004 anlades en chikan, vilket innebär att första kurvan nu går höger-vänster-höger istället för det tidigare vänster-höger. Banan är Sveriges snabbaste, sett till medelhastighet.

## Galleri

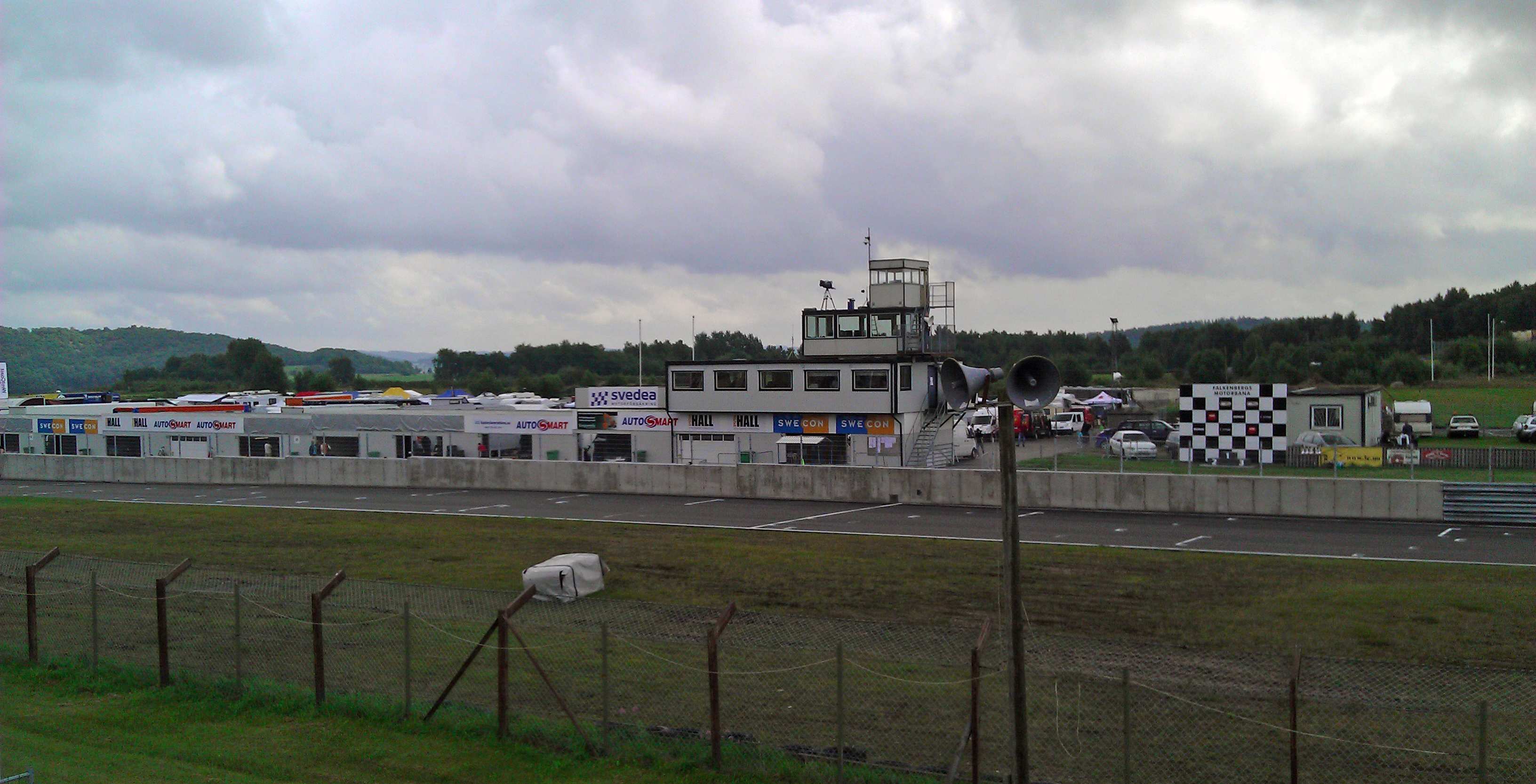
Depån och kontrolltornet.
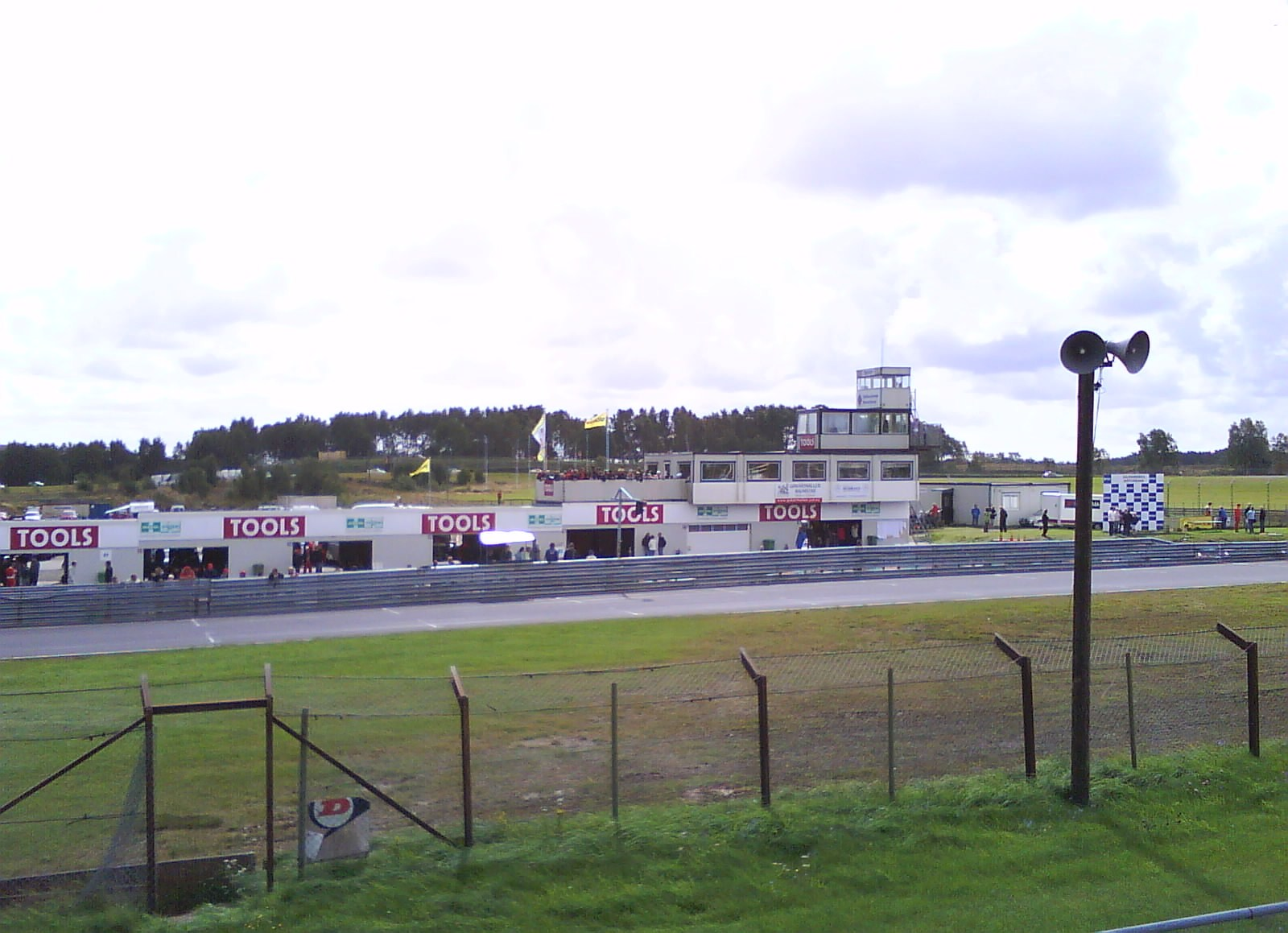
Depån och kontrolltornet med den gamla depåmuren.
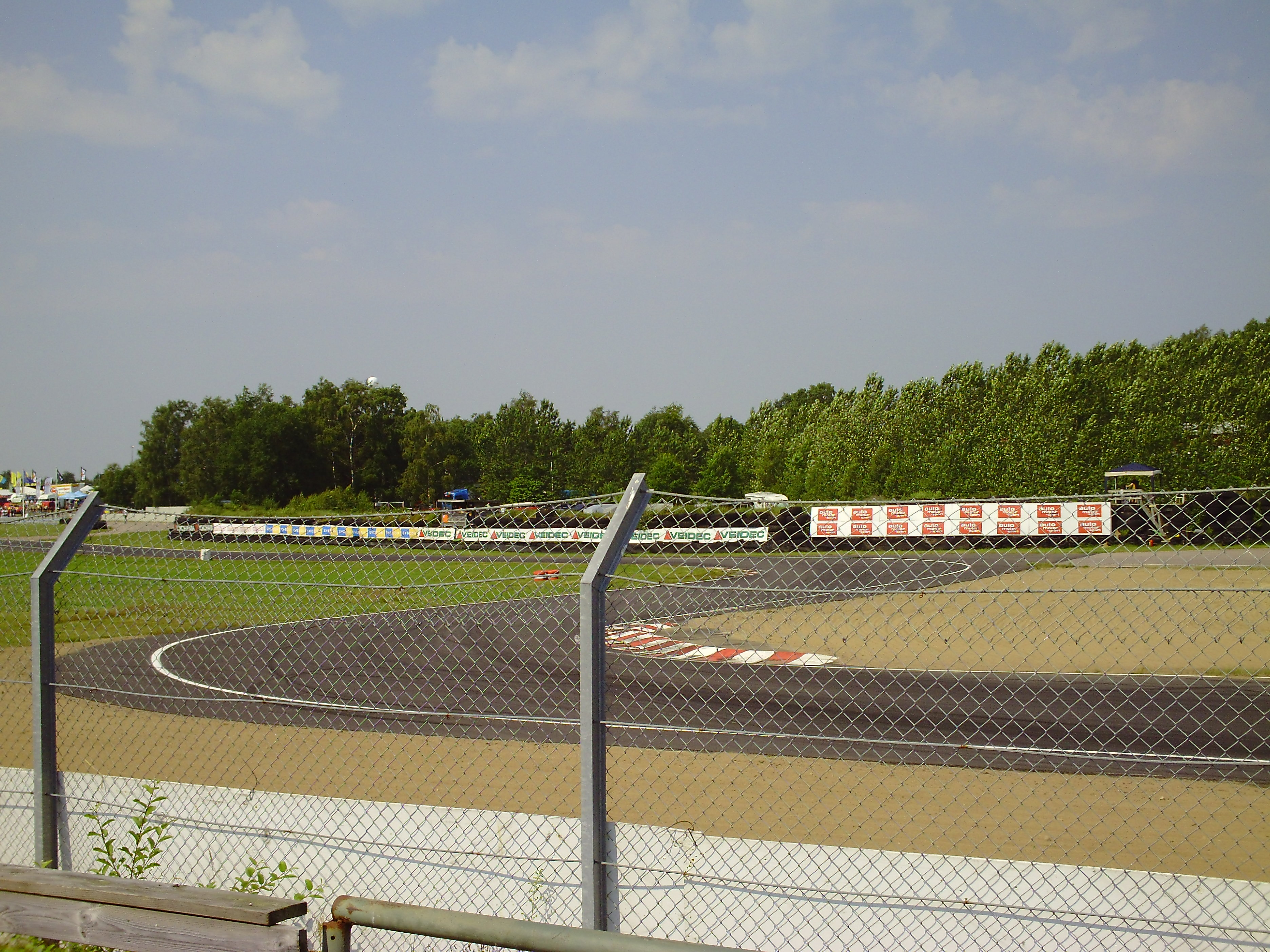
Chikanen.
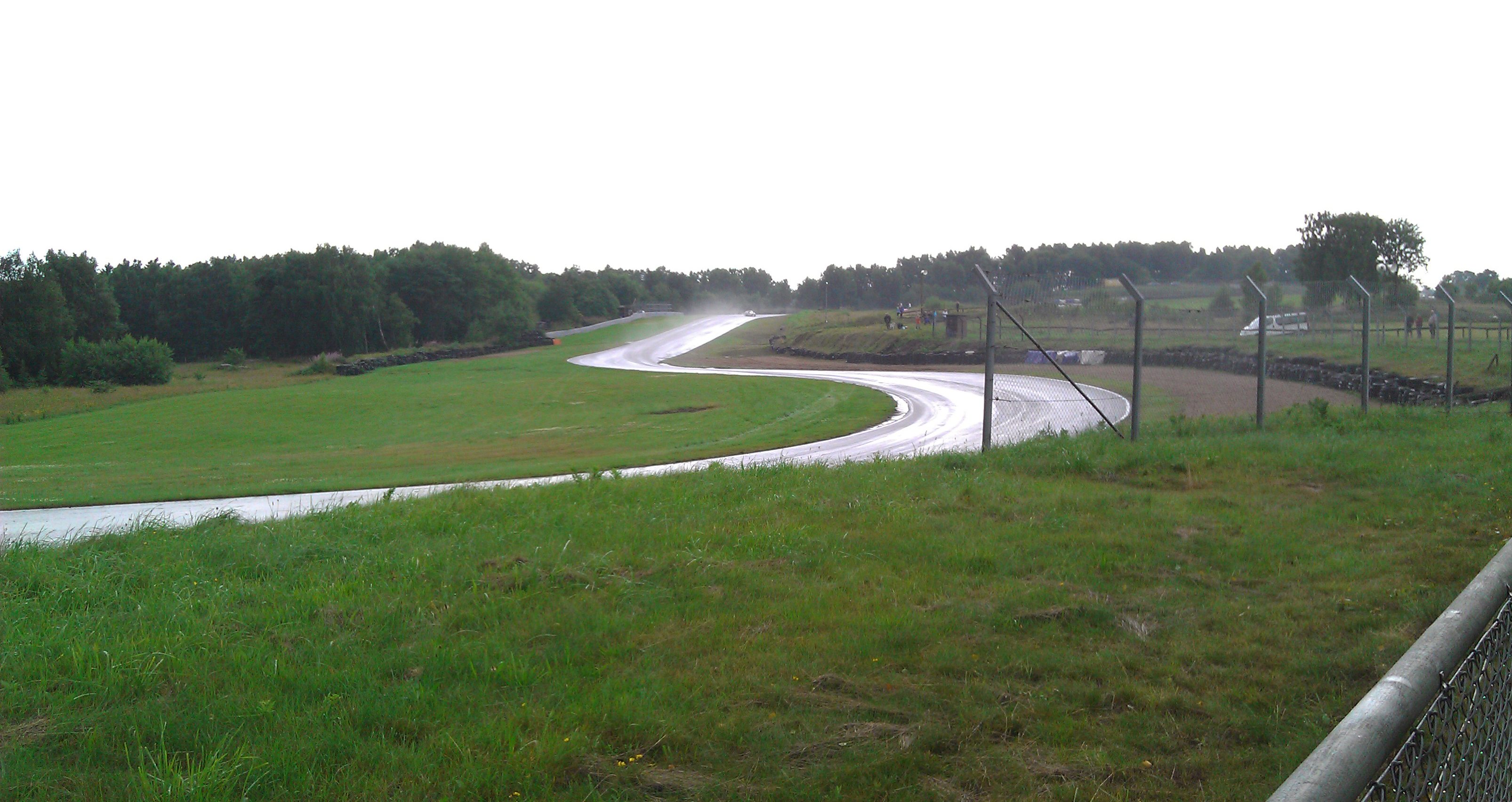
Esset.
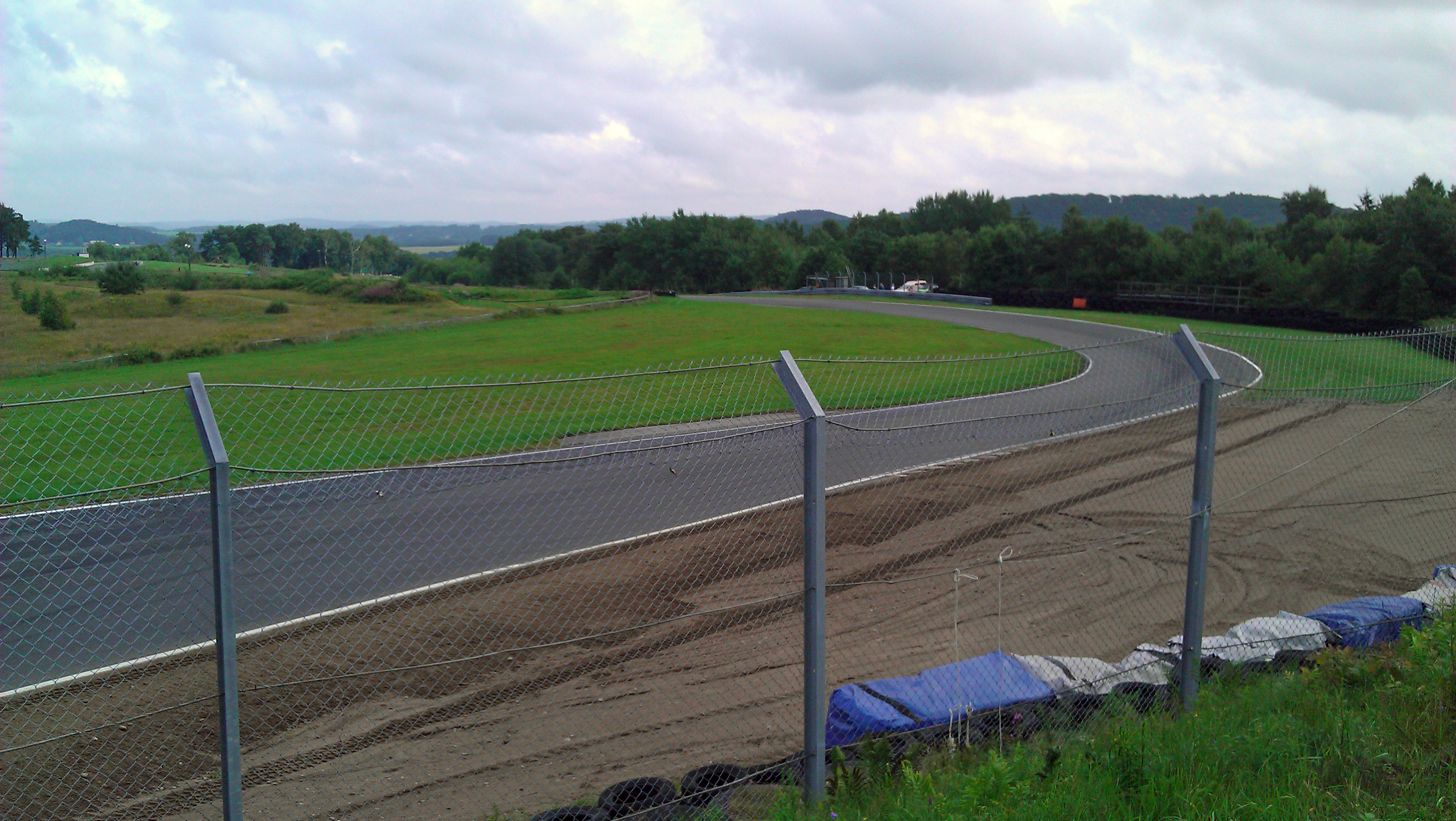
Högfarten.
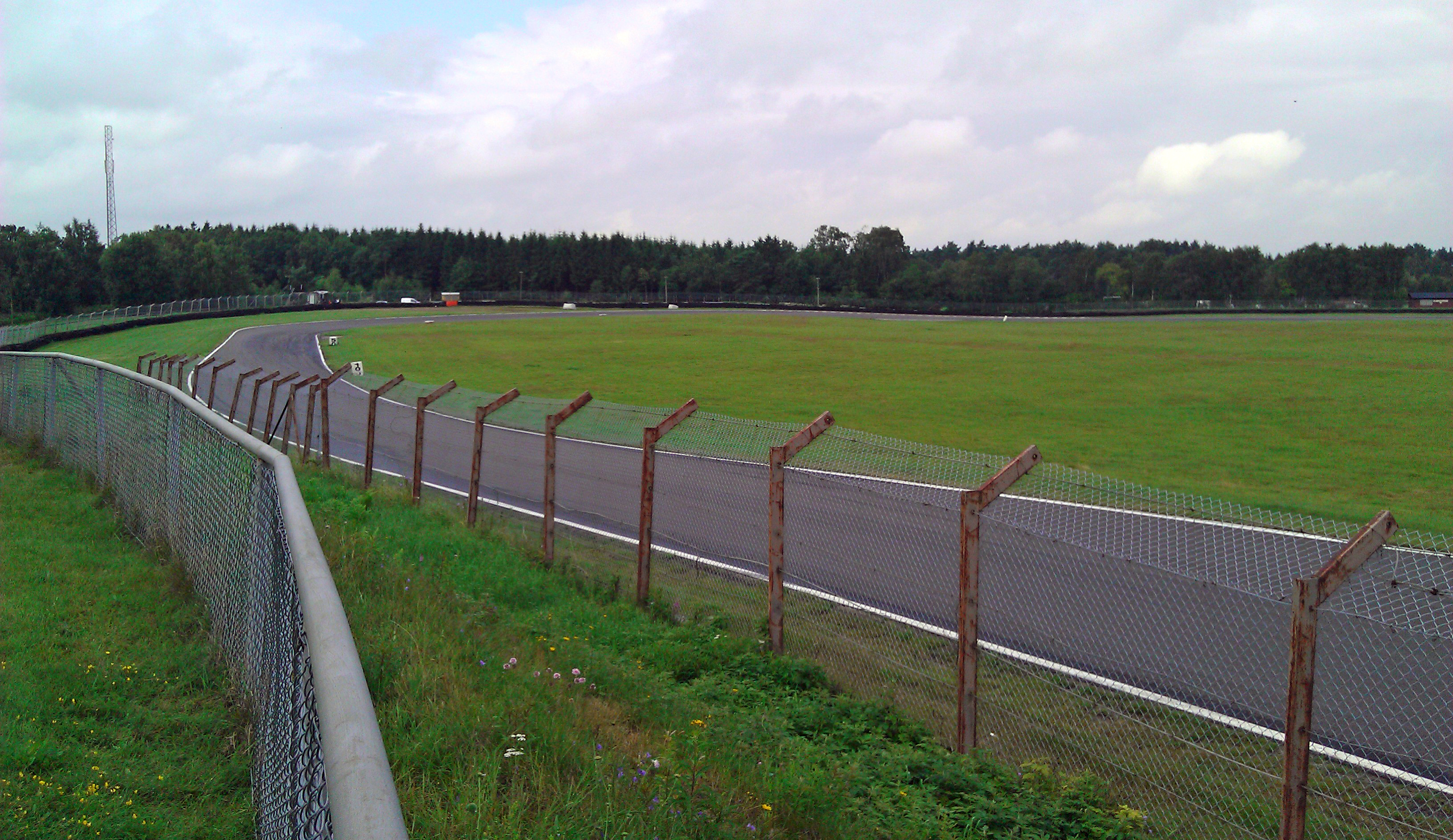
Ginstkurvan.
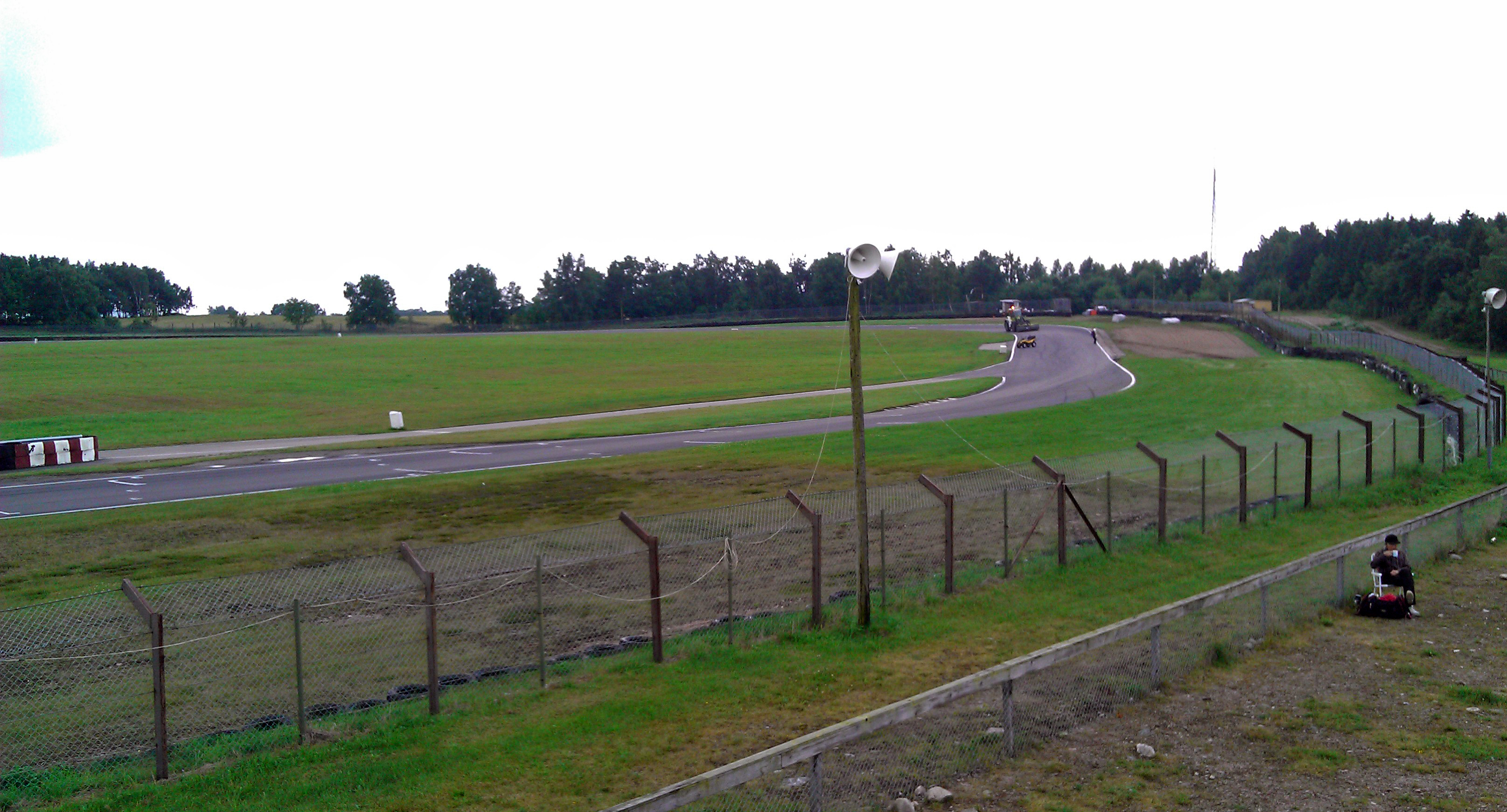
Ginstkurvan och depåinfarten.